# Bokel (Beverstedt)

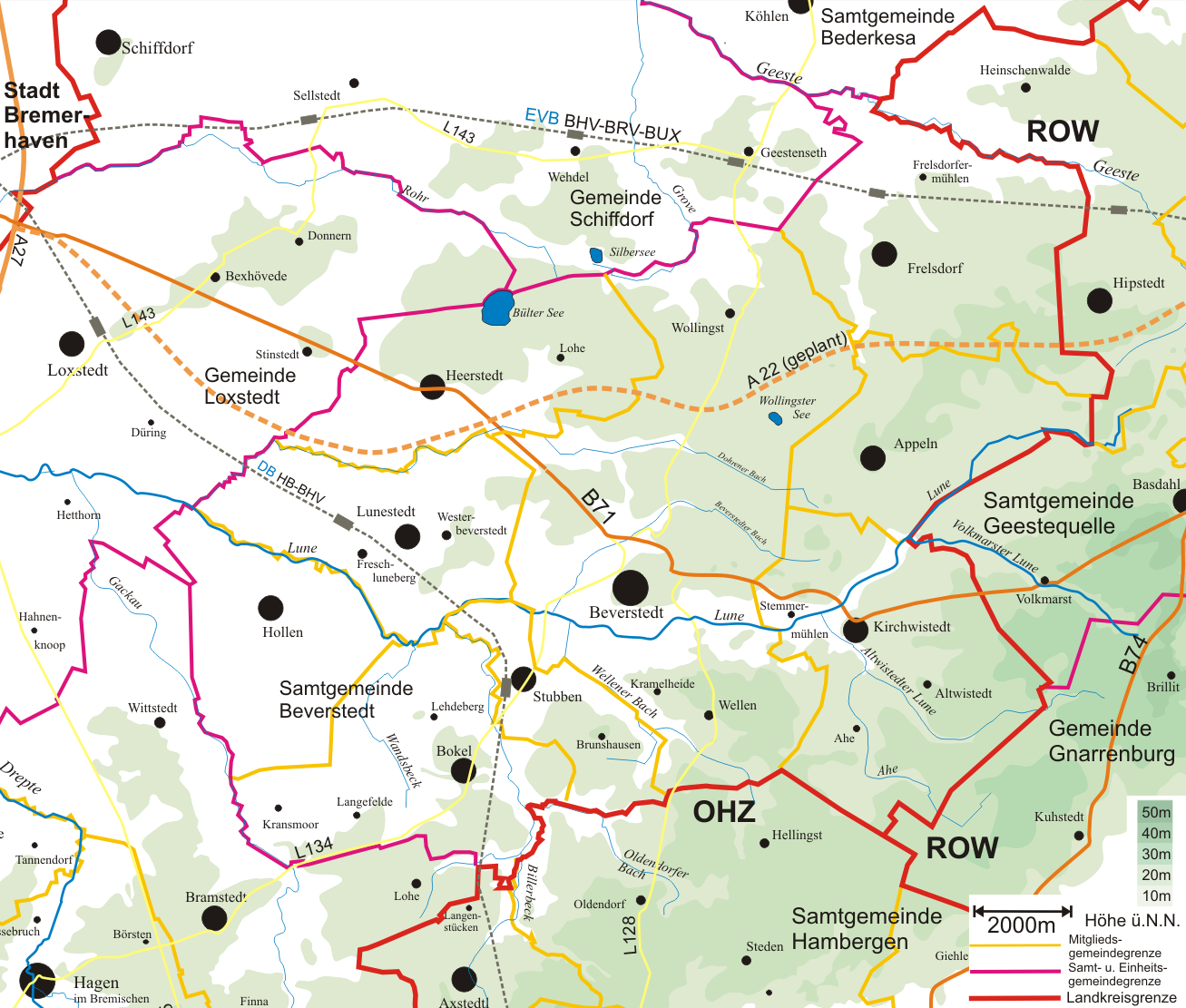
Die Ortschaften in der Einheitsgemeinde Beverstedt

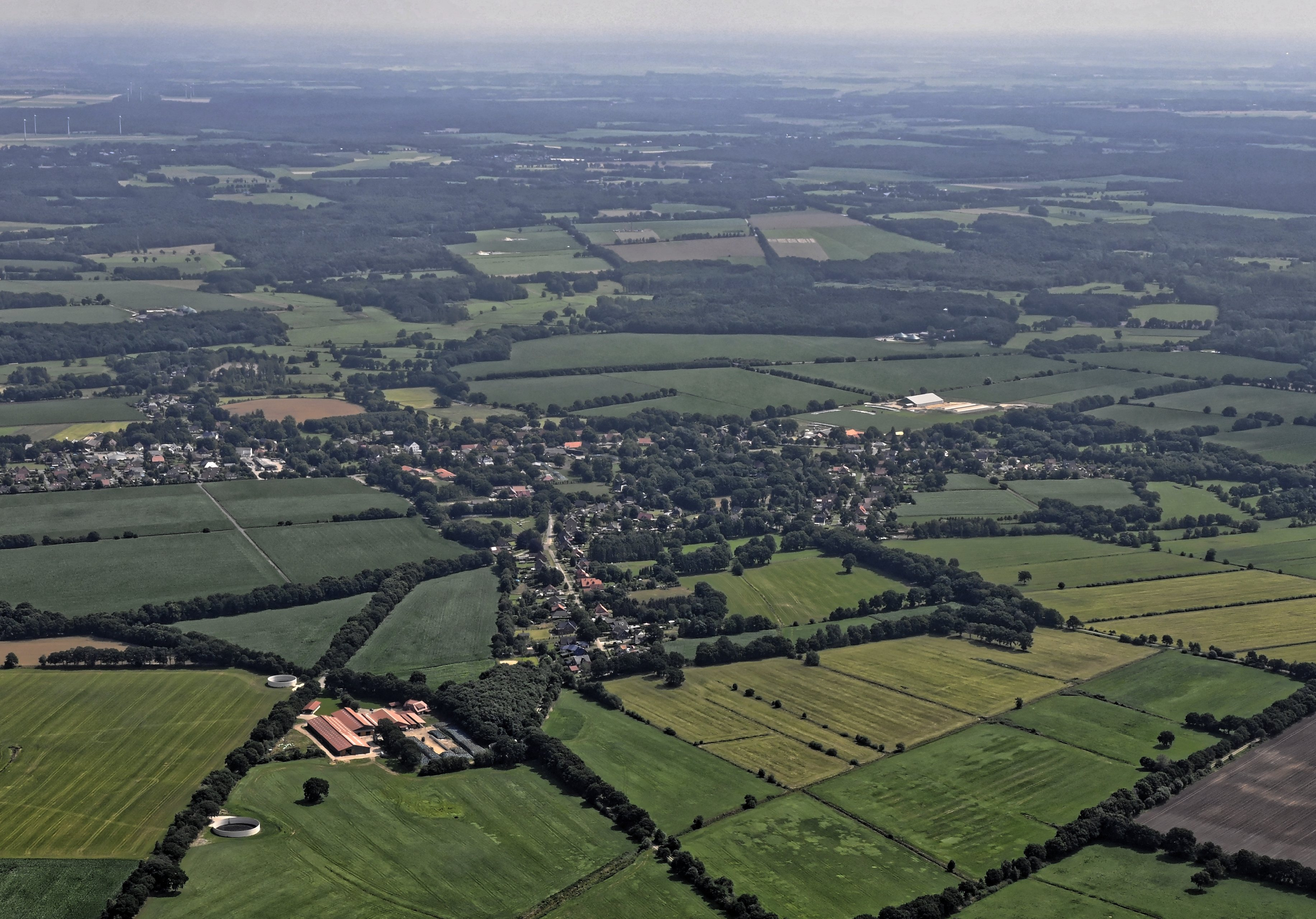
Luftbild von Bokel

Bokel ist eine Ortschaft in der Einheitsgemeinde Beverstedt im niedersächsischen Landkreis Cuxhaven.

## Geografie

### Lage
Die Ortschaft Bokel befindet sich im südwestlichen Teil der Einheitsgemeinde Beverstedt. Der Ort liegt im Elbe-Weser-Dreieck im Süden des Landkreises Cuxhaven.

### Ortsgliederung
- Bokel (Hauptort)
- Haßbüttel
- Kransmoor
- Langenfelde
- Seebeck

### Nachbarorte
(Quelle:)

## Geschichte
Bokel gehört zu den ältesten Siedlungen dieser Geest und wurde urkundlich erstmals im Jahre 1110 als „Bockla“ (Buchenwald) erwähnt. Jahrhundertelang bildeten ein Teil der Hauptstraße sowie der Bock- und der Mühlenstraße das eigentliche Dorf. Nach dem Dreißigjährigen Krieg (1618–48) erfolgte die Besiedlung des Brinks. Das Dorf entwickelte sich langsam von 38 Feuerstellen im Jahre 1718 bis auf 50 Feuerstellen im Jahre 1791. Die Bewohner trieben fast alle Ackerbau und Viehzucht und waren überwiegend gegenüber den damaligen Grundherren (Stotel, Wersebe, Kloster Lilienthal) abgabenpflichtig. Die Gemeinschaftsteilungen und Lastenablösungen fanden erst ab 1818 statt. 1894 gehörte Bokel zum Kreis Geestemünde, Amtsgericht Hagen, Post Bokel; 1927 kam die Zugehörigkeit zum Finanzamt Wesermünde-Land.
Mit der Entstehung der Moorkolonien Kransmoor (um 1830) und Langenfelde (um 1880) sowie der Eröffnung der Eisenbahnlinie Bremen-Geestemünde (1862) mit der Station Stubben veränderte sich die Gemeinde in mancher Hinsicht:
- Die Einwohnerzahl stieg bis zum Jahre 1900 auf 1073.
- Handwerker und Gewerbetreibende ließen sich in größerer Zahl nieder.
- Molkerei (1904), Post (1907) und Bahn boten neue Arbeitsplätze.
- Die Hauptstraße (Landesstraße 134) wurde 1851 gepflastert, 1892/93 erneuert und 1928 verbreitert. In den Jahren 1988 und 1989 wurde sie grundlegend erneuert, beidseitig mit Rad- und Fußweg versehen und mit einer Regenwasserleitung ausgestattet.

Nach dem Ersten Weltkrieg und besonders deutlich nach dem Zweiten Weltkrieg hat sich die Einwohnerzahl der Gemeinde durch die Eingliederung der Vertriebenen (hauptsächlich aus Westpreußen und Bessarabien) und Evakuierten beträchtlich erhöht.
Im Herbst des Jahres 1944 mussten in Bokel 220 Personen untergebracht werden, die vornehmlich in Bremerhaven nach Bombenangriffen ihre Wohnungen verloren hatten. Durch das Deutsche Wohnungshilfswerk sollten in ländlichen Gemeinden Behelfsheime geschaffen werden. In Bokel sollten zehn davon gebaut werden.

„Bis Kriegsende wurden fünf dieser Behelfsheime fertig und bezogen: zwei auf dem Bätjerplatz (…), zwei auf dem Hof Seebeck und eins in der Seebeckstraße (…). Die restlichen in Langenfelde (…), Kransmoor (…) und auf dem Lehdeberg (…) vorgesehenen Bauten wurden, da die Materialbeschaffung sehr schwierig war, nicht fertig gestellt.“

Nach 1945 entstand durch Zuzug von Flüchtlingen und Vertriebenen sowie verbliebenen Evakuierten mit der Siedlung Lehdeberg ein neuer Ortsteil.

### Eingemeindungen
Der Versuch in den 1960er Jahren, Bokel und die Nachbargemeinde Stubben zu einer politischen Gemeinde zusammenzuschließen, scheiterte. Damit wurde möglicherweise die Chance vertan, bei der Verwaltungsreform um 1970 Sitz der Samtgemeinde zu werden. 1971 wurde Bokel eine der neun Mitgliedsgemeinden der Samtgemeinde Beverstedt.
Seit dem 1. November 2011 ist Bokel eine Ortschaft in der Einheitsgemeinde Beverstedt.

### Einwohnerentwicklung
| Jahr | Einwohner | Quelle |
| ---- | --------- | ------ |
| 1885 | 0877      | [ 10 ] |
| 1910 | 1206      | [ 11 ] |
| 1925 | 1285      | [ 10 ] |
| 1933 | 1392      | [ 10 ] |
| 1939 | 1370      | [ 10 ] |
| 1950 | 2182      | [ 12 ] |
| 1956 | 2063      | [ 12 ] |
| 1961 | 2031      | [ 13 ] |
| 1970 | 2179      | [ 13 ] |
| 1973 | 2184      | [ 14 ] |

| Jahr | Einwohner | Quelle |
| ---- | --------- | ------ |
| 1975 | 2180 ¹    | [ 15 ] |
| 1980 | 2273 ¹    | [ 16 ] |
| 1985 | 2362 ¹    | [ 16 ] |
| 1990 | 2237 ¹    | [ 16 ] |
| 1995 | 2496 ¹    | [ 16 ] |
| 2000 | 2635 ¹    | [ 16 ] |
| 2005 | 2612 ¹    | [ 16 ] |
| 2010 | 2511 ¹    | [ 16 ] |
| 2016 | 24360     | [ 17 ] |
| 2021 | 23910     | [ 1 ]  |

¹ jeweils zum 31. Dezember
|  |

## Politik

### Gemeinderat und Bürgermeister
Auf kommunaler Ebene wird die Ortschaft Bokel vom Beverstedter Gemeinderat vertreten.

### Ortsvorsteher
Der Ortsvorsteher von Bokel ist Stefan Somnitz (SPD). Die Amtszeit läuft von 2021 bis 2026.

### Wappen
Der Entwurf des Kommunalwappens von Bokel stammt von dem Heraldiker und Wappenmaler Gustav Völker, der zahlreiche Wappen im Landkreis Cuxhaven erschaffen hat.
| Wappen von Bokel | Blasonierung: „In Grün eine bewurzelte silberne Buche mit vier Ästen, deren Stamm mit einer goldenen Sense in Querstellung belegt ist.“ |
| Wappen von Bokel | Wappenbegründung: Die Buche erinnert an die Deutung des schon 1105 als Bochla urkundlich erwähnten Ortsnamens als Buchengehölz. Die vier Äste weisen auf die vier Ortsteile Haßbüttel, Seebeck, Kransmoor und Langenfelde hin. Die Sense ist ein Sinnbild der Landwirtschaft, des Haupterwerbszweiges der Gemeinde. |

## Kultur und Sehenswürdigkeiten

### Bauwerke
- Hofanlage Auf dem Brink 7 von 1817
- Wohn- und Wirtschaftsgebäude Hauptstraße 74 von 1769
- Großsteingräber bei Bokel (wurden im späten 19. oder frühen 20. Jahrhundert zerstört)

### Denkmäler
In Bokel steht ein Kriegerdenkmal für die Gefallenen und Vermissten aus dem Ersten und Zweiten Weltkrieg.

### Naturdenkmale
- Eine Eiche (Verordnungsdatum 2. Oktober 1995)

## Persönlichkeiten
Personen, die mit dem Ort in Verbindung stehen
- Volker Lüdke (* 1929), Politiker (SPD), Ehrenbürgermeister, war 39 Jahre lang Bürgermeister von Bokel[22]
- Daniela Behrens (* 1968), Politikerin (SPD) und niedersächsische Ministerin für Inneres und Sport, war bis zur Auflösung der Gemeinde 2011 Ratsfrau in Bokel[23]

## Sagen und Legenden
| - Vom roten Paul - Die Bokeler lassen sich beschwichtigen - Die Glockenkuhle bei Gackau - Die „Sieben Berge“ - Speckdiebe - Die gute alte Zeit - Der gute Trick - Pulterabendgeschichte - De Bokeler Hemdböxen - De lütje Emmi wörr krank - De Wienprov | - Een Trauersfall - Ökelnaam - Spektokel met den Liekenwogen - De Knech Jan - Sängerfest in Oldenbüttel - Sülbern Hochtied - De Verwandtschaft - Een Virus in’n Bus - De Slinghals - Son’n neet Ding |